# Бајинци (Црна Трава)
Бајинци је насеље у Србији у општини Црна Трава у Јабланичком округу. Према попису из 2022. било је 5 становника.

## Положај
Засеоци села Бајинци су у изворишном делу Рупске (Козарачке) реке, испод чемерничких обронака, на површи чија је надморска висина од 1200 – 1.350 m. Као и сва села на Чемернику, и Бајинци су разбијеног типа са засеоцима: Ситни Бајинци, Господиновци, Новковци и Зиљамци. Засеоци се, пак, рашчлањују на мања засеља која су формирали поједини родови (Џавгари, Комарџије, Лингури). Између заселака тече Бајинска река која настаје од речице Клисурке и изданака богатих водом испод Друма, Големог шумака, Раскрсја, Павлове грамаде и Џеврљанке. Најпознатији је Павлов извор испод Павлове грамаде. Од Рупља Бајинска река мења име у Рупску, а потом у Козарачку реку до увора у Јужну Мораву у Грделици. Као и сва села на Чемернику, и Баинци (Баинце) је насеље разбијеног типа. Засеоци села Баинци (Баинце) су у изворишном делу Рупске (Козарачке) реке, испод чемерничких обронака, на површини чија је надморска висина од 120-1350 метара.
У Баинцу су махале: Нововска, Зиљамска (Зељанска), Камењарска, Господиновска, Ситно Бајинска и Џавгарска (1961.г. по Трифуноском).

## Историја
Село је добило име по роду Баинци чији се настарији предак Баја (Баин), крајем 18. века, населио у махали Ситни Баинци из данашње Бугарске (Ћебапови).
Ситни Баинци и Господиновци имају заједничко порекло из насеља Ћебапови, данашња Бугарска, а Новковчани из околине Прокупља.
По садашњем становништву Бајинце је релативно младо село. Име је добило по роду Бајинци (или Ситно Бајинци) чији се најстарији предак овде населио вероватно крајем XVIII века. Касније су се у Бајинце досељавали и други становници (Према Ј. Трифуноском, 1961.г.).
Према Р. Костадиновићу, село Баинце је име рода оснивача села, а воде порекло из Божице. Тамо се и данас чува успомена на Баинову воденицу.
Док истраживач Ј. Трифуноски (1961.г.) наводи да у село Божица код Босиљграда живи род Бајинци и да су тамо дошли из села Баинца код Млачишта у Грделичкој Клисури.
Као и суседно село Млачиште, Бајинци су више пута насељавани и расељавани, о чему говоре бројни топоними са називом Селиште. Село је добило име по роду Бајинци чији се најстарији предак, крајем 18. века, населио у махали Ситни Бајинци. (Ситни – значи густо насељени). Ситни Бајинци и Господиновци имају заједничко порекло из насеља Божице, код Власинског језера а Новковчани из околине Прокупља. О Спасовдану и Великој Госпојини у селу су ношене литије. Постојала су и два заветна крста – записа - у засеоку Ситни Бајинци и Новковци. Крсне славе су им Свети Архангел Михаило и св. Никола.
Изнад села, на планинској коси, на узвисини званој Павлова грамада (1470 m), 1954. године је саграђен, а 7. јула 1955. откривен монументални споменик од камена, висине 13,5 m, са просторијом за завичајни музеј, борцима власотиначког краја погинулим у Другом светском рату и жртвама непријатељског терора. Споменик се састоји из два елемента - музеја и спомен стуба димензија 1,80х3,5х13,5 m. Код споменика избија снажан Павлов извор. Становници кажу да је то један од најбољих извора у читавом крају. Просторија музеја повезана је бетонском плочом на стубовима са спомен стубом у архитектонску целину, а све је то на тераси која повезује цео објекат окружен буковом шумом. Ту се све донедавно, о Седмом јулу, Дану устанка Србије, одржавао велики народни сабор на који се окупљао народ са целог Чемерника, све до Мораве. Споменик је поодавно препуштен немару и данас се налази у руинираном стању, а завичајна збирка предмета и докумената из НОР-а делом уништена, делом нестала. Споменик, према прописима, не подлеже заштити, тако да о њему више нема ко да брине. На дан седмог јула (Дан бораца) сваке године (до растурања социјалистичке Југославије 90.година 20.века) код овог споменика се одржавала велика свечаност са вашаром. На дан седмог јула (Дан бораца) сваке године (до растурања социјалистичке Југославије 90.година 20.века) код овог споменика се одржавала велика свечаност са вашаром.
Тада ту је долазило више хиљада људи из околних села краја, из Мораве, а и тада расељених црнотраваца по Београду и другим крајевима.
Уз музику и шаренилу старе народне црнотравске ношње “литацима”-играло се уз музику, и певало, на планинском чувеном “меканом тепиху” планинске траве, све до зоре.
Данас у другој декади 21. века када је опусте цео црнотравски крај, па село Бајинци (Бајинце) - споменик на Павловој грмади је потпуно руиниран као и сва ратна обележја из Другог светског рата у црнотравском крају.
Што је жалосно и чемерно. Тако се односе потомци према свима који су своје животе положили противу фашизма и покушаја бугаризације овога краја.
Школа, продавнице, кафане, гробље, месна заједница све је за оба села било на Млачишким Механама. Од свега тога данас је остало само заједничко гробље на Друму. Јер су се и Бајинци раселили. Забележено је да су 1950. имали око 120 домаћинстава, а 1961. године тек 76 домова. Данас тек двадесетак становника. Бајинчани, као и Млачиштани, познати грађевинари, најпре су се селили ближе Морави, а потом у градове Србије – после Другог светског рата у Српски Милетић и Белу Цркву у Банату, а онда у Београд, Смедерево, Лесковац, Предејане. Остали су само старци, а засеоци урасли у брезе и шибље.

## Демографија
У насељу Бајинци живе 23 пунолетна становника, а просечна старост становништва износи 70,1 година (69,1 код мушкараца и 71,3 код жена). У насељу има 16 домаћинстава, а просечан број чланова по домаћинству је 1,44.
Ово насеље је у потпуности насељено Србима (према попису из 2002. године), а у последња три пописа, примећен је пад у броју становника. Демографска слика становништва после Другог светског рата (1945.г.) изгледала је овако: 1948.године (420 становника, 1953 (398), 1961 (305), 1971 (130), 1981 (86), 1991 (34), 2002. године (34 становника). Забележено је да су 1950.године имали око 120 домаћинстава, а у 1961. године тек 76 домова. Данас на почетку 21. века, тек двадесетак становника Баинчана, као и Млачиштана живе или долазе да посете у току лета свој родни крај.
|  |

| Демографија | Демографија | Демографија |
| Година      | Становника  | Становника  |
| ----------- | ----------- | ----------- |
| 1948.       | 420         |             |
| 1953.       | 398         |             |
| 1961.       | 305         |             |
| 1971.       | 130         |             |
| 1981.       | 86          |             |
| 1991.       | 34          | 34          |
| 2002.       | 23          | 23          |
| 2011.       | 11          |             |
| 2022.       | 5           |             |

| Етнички састав према попису из 2002.‍ | Етнички састав према попису из 2002.‍ | Етнички састав према попису из 2002.‍ | Етнички састав према попису из 2002.‍ | Етнички састав према попису из 2002.‍ |
| ------------------------------------ | ------------------------------------ | ------------------------------------ | ------------------------------------ | ------------------------------------ |
|                                      |                                      |                                      |                                      |                                      |
| Срби                                 | Срби                                 |                                      | 23                                   | 100,0%                               |

| Година пописа     | 1948. | 1953. | 1961. | 1971. | 1981. | 1991. | 2002. |
| ----------------- | ----- | ----- | ----- | ----- | ----- | ----- | ----- |
| Број домаћинстава | 79    | 79    | 73    | 41    | 31    | 20    | 16    |

| Број чланова      | 1 | 2 | 3 | 4 | 5 | 6 | 7 | 8 | 9 | 10 и више | Просек |
| ----------------- | - | - | - | - | - | - | - | - | - | --------- | ------ |
| Број домаћинстава | 9 | 7 | 0 | 0 | 0 | 0 | 0 | 0 | 0 | 0         | 1,44   |

| Пол    | Укупно | Неожењен/Неудата | Ожењен/Удата | Удовац/Удовица | Разведен/Разведена | Непознато |
| ------ | ------ | ---------------- | ------------ | -------------- | ------------------ | --------- |
| Мушки  | 13     | 2                | 5            | 4              | 2                  | 0         |
| Женски | 10     | 2                | 5            | 3              | 0                  | 0         |
| УКУПНО | 23     | 4                | 10           | 7              | 2                  | 0         |

| Пол    | Укупно                    | Пољопривреда, лов и шумарство | Рибарство                            | Вађење руде и камена | Прерађивачка индустрија       |
| ------ | ------------------------- | ----------------------------- | ------------------------------------ | -------------------- | ----------------------------- |
| Мушки  | 1                         | 0                             | 0                                    | 0                    | 0                             |
| Женски | 0                         | 0                             | 0                                    | 0                    | 0                             |
| УКУПНО | 1                         | 0                             | 0                                    | 0                    | 0                             |
| Пол    | Производња и снабдевање   | Грађевинарство                | Трговина                             | Хотели и ресторани   | Саобраћај, складиштење и везе |
| Мушки  | 0                         | 1                             | 0                                    | 0                    | 0                             |
| Женски | 0                         | 0                             | 0                                    | 0                    | 0                             |
| УКУПНО | 0                         | 1                             | 0                                    | 0                    | 0                             |
| Пол    | Финансијско посредовање   | Некретнине                    | Државна управа и одбрана             | Образовање           | Здравствени и социјални рад   |
| Мушки  | 0                         | 0                             | 0                                    | 0                    | 0                             |
| Женски | 0                         | 0                             | 0                                    | 0                    | 0                             |
| УКУПНО | 0                         | 0                             | 0                                    | 0                    | 0                             |
| Пол    | Остале услужне активности | Приватна домаћинства          | Екстериторијалне организације и тела | Непознато            | Непознато                     |
| Мушки  | 0                         | 0                             | 0                                    | 0                    | 0                             |
| Женски | 0                         | 0                             | 0                                    | 0                    | 0                             |
| УКУПНО | 0                         | 0                             | 0                                    | 0                    | 0                             |